# Дандамаев, Шамсулвара Гаджиевич
Шамсулвара Гаджиевич Дандамаев (4 мая 1907 года, с. Унчукатль, Казикумухский округ, Дагестанская область — 9 ноября 1963 года, г. Махачкала, ДАССР, РСФСР, СССР) — дагестанский советский ученый, организатор и педагог в области ветеринарии.

## Биография
Дандамаев Шамсулвара Гаджиевич родился 4 мая 1907 года в с. Унчукатль Лакского района. Учился в Унчукатлинской школе. В 1929-30 гг. служил в Красной Армии, в 1930-31 гг. — курсант ветеринарной школы при отдельном конно-артиллерийском дивизионе Северо-Кавказского военного округа. В 1931-32 гг. работал ветврачом в Лакском и Кулинском районах. В 1937 г. с отличием окончил Ереванский зооветеринарный институт и был оставлен ассистентом кафедры патологической анатомии. С июня 1941 г. по декабрь 1945 г. участвовал в Великой Отечественной школе на различных фронтах. Завершил службу в армии в звании капитана и должности начальника дивизионного ветлазарета. После демобилизации он был восстановлен в должности ассистента кафедры патанатомии Ереванского зооветеринарного института. С августа 1946 г. переведён в Дагсельхозинститут и. о. заведующего кафедрой патанатомии.

## Научная деятельность
В 1947 г. защитил кандидатскую диссертацию, в 1948 г. получил звание доцента. С 1950 г. по 1955 г. работал директором Дагсельхозинститута, где проявил себя деловым и способным организатором. Дандамаев Ш. Г. в стенах Дагсельхозинститута наряду с преподавательской деятельностью активно занимался научно-исследовательской работой. В частности, он в комплексе биохимической лабораторией института Геохимии Академии наук СССР впервые в нашей стране разработал научно-обоснованные мероприятия по диагностике, лечению и профилактике энзоотической атаксии ягнят. Полученные им ценные и фундаментальные научные материалы легли в основу его докторской диссертации «Атаксия ягнят в Дагестане и меры борьбы с ней». Защита диссертации была назначена на конец ноября 1963 г. Оппоненты дали его работе исключительно высокую оценку и в успешном исходе защиты не было сомнений.
Дандамаев Ш. Г. прошёл трудный путь от сельского ветеринарного врача до известного эрудированного, высоко квалифицированного работника Высшей Школы. Его научная и общественная деятельность была направлена на решение актуальных проблем ветеринарии и животноводства Дагестана. При непосредственном участии доцента Дандамаева выполнена обширная работа по диагностике, патогенезу, патоморфологии, лечению и профилактике тейлериоза крупного рогатого скота и энзоотической атаксии ягнят, наносящих огромный экономический ущерб молочному животноводству и овцеводству Дагестана. Шамсул-Вара Гаджиевич был хорошим педагогом, требователен к себе и к другим. В своей педагогической деятельности он постоянно стремился улучшить учебный процесс. Много сил и энергии он отдавал воспитанию молодёжи, подготовке и переподготовке высококвалифицированных специалистов для нашего народного хозяйства. Им создан богатый патологоанатомический музей, располагающий уникальными многочисленными экспонатами. Услугами музея пользуются не только студенты академии, но и других ВУЗов, а также школьники города Махачкалы.

## Трудовая деятельность
Вся трудовая деятельность Дандамаева Ш. Г. была неразрывно связана с общественной жизнью института, города и Республики. Работал председателем Обкома союзов работников Высшей Школы и научных учреждений, являлся членом Президиума Дагестанского отделения Всесоюзного общества по распространению научных и политических знаний. Как коммунист, педагог и ветеринарный врач, он часто выезжал в хозяйства Республики и оказывал им научно-методическую практическую помощь, читал лекции по актуальным вопросам ветеринарии и животноводства. По результатам научных исследований им опубликовано на страницах Республиканских и Союзных изданий более 60 научных статей и издана 1 монография, которая стала настольной книгой ветеринарных специалистов.

## Награды
- Орден Красной Звезды
- Орден Трудового Красного Знамени

- Медали
- Почётные грамоты Обкома КПСС и Совета Министров ДАССР.
- Звание «Заслуженный ветеринарный врач Дагестана».

## Смерть
9 ноября 1963 года короткая, но насыщенная трудовыми успехами жизнь доцента Дандамаева Ш. Г. оборвалась в возрасте 56 лет на почве сердечной недостаточности.